# ТЭЦ-22
Дзержинская (изначально называлась Люберецкой) ТЭЦ (ТЭЦ-22 Мосэнерго) — предприятие энергетики, расположенное в городе Дзержинский Московской области, в 200 м от кольцевой дороги Москвы.
Входит в состав генерирующей компании «Мосэнерго».

## Общие сведения
Виды используемого топлива — газ, уголь. Электростанция обеспечивает электрической и тепловой энергией юго-восточные районы Москвы, г. Дзержинский и большую часть населённых пунктов Люберецкого района Московской области, снабжает паром Московский нефтеперерабатывающий завод, тепличные хозяйства и предприятия Люберецкого района, среди потребителей и такие предприятия, как ОКБ Камов, МВЗ Миля, НПП Звезда.
Основные производственные показатели ТЭЦ-22 на 01.01.2009 г.
- Установленная электрическая мощность — 1310 МВт
- Выработка электроэнергии — 8726,7 млн кВт·ч (за 2008 год)
- Установленная тепловая мощность — 3606 Гкал/ч
- Отпуск тепла — 8818,1 тыс. Гкал (за 2008 год)

В составе сооружений станции ОРУ 220 кВ, шесть дымовых труб высотой 120 метров.

## История
Строительство ТЭЦ-22 началось в 1956 году и осуществлялось в три очереди. Первая турбина была введена в эксплуатацию в декабре 1960 года. На первой очереди было установлено шесть турбин ПТ-60 и ПТ-65 общей мощностью 380 МВт, а также шесть энергетических котлов. Вторая очередь электростанции была введена в эксплуатацию в 1967 г. и состояла из двух турбоагрегатов Т-100-130 мощностью по 100 МВт, двух котлоагрегатов и двух пиковых водогрейных котлов. Третья очередь включала три теплофикационных энергоблока сверхкритических параметров общей мощностью 750 МВт с прямоточными котлами и трёх турбоагрегатов Т-250/300-23,5 ТМЗ , а также шесть пиковых водогрейных котлов.
В конце 80-х годов на ТЭЦ-22 начались работы по реконструкции и техническому перевооружению станции. Цель — повышение экономичности и надёжности работы оборудования, а также снижение вредного воздействия на окружающую среду.

## Развитие и реконструкция
- Подъездные пути электростанции (2011)С 1984 по 1990 год в связи с окончанием срока службы шести турбогенераторов ПТ-60-130 первой очереди была произведена их замена на новые турбогенераторы ПТ-65/75, что позволило увеличить установленную мощность станции.
- С 1992 по 1998 годы на котлах ТЭЦ-22 были смонтированы и включены в работу системы рециркуляции дымовых газов в топочную камеру, что привело к снижению выбросов оксидов азота при работе котлов на природном газе с 400—500 мг/м³ до 140—180 мг/м³.
- C 1995 по 1997 год (в рамках экологической программы ОАО «Мосэнерго») произведена замена электрофильтров блочной части ТЭЦ на электрофильтры производства фирмы «АВВ» и силовых масляных трансформаторов ESE. Установка новых электрофильтров позволила снизить выбросы золы на этих установках в 20 раз.
- В 2000 году введена в эксплуатацию модернизированная турбина № 7, в результате чего увеличилась установленная мощность выработки электрической и тепловой энергии на 10 МВт и 10 Гкал соответственно.
- В декабре 2003 года в ходе реконструкции на станции устаревшие турбина и генератор № 8 были заменены на современное высокотехнологичное оборудование. В частности, на станции был смонтирован уникальный, не имеющий мировых аналогов асинхронизированный генератор, позволяющий регулировать реактивную мощность в электрических сетях. Расход удельного топлива на выработку электроэнергии снизился на 5 %.
- В 2006 году закончен первый этап реконструкции угольного склада.
- В 2008 году проведена реконструкция турбогенератора ст. № 1 с заменой генератора, рабочего трансформатора, трансформатора собственных нужд, высоковольтных выключателей, что увеличило установленную мощность станции на 10 МВт.
- С 2014 года на ТЭЦ-22 реализуется пилотный проект реконструкции энергоблока №9. Уральским турбинным заводом; в 2017 году изготовлена турбина нового образца Т-295/335-23,5, максимальной мощностью 335  МВт[2]. Турбина была введена в эксплуатацию в июне 2022 года[3].

## Перечень основного оборудования
| Агрегат                              | Тип              | Изготовитель                                     | Количество | Ввод в эксплуатацию | Основные характеристики | Основные характеристики | Источники |
| Агрегат                              | Тип              | Изготовитель                                     | Количество | Ввод в эксплуатацию | Параметр                | Значение                | Источники |
| ------------------------------------ | ---------------- | ------------------------------------------------ | ---------- | ------------------- | ----------------------- | ----------------------- | --------- |
| Оборудование паротурбинных установок |                  |                                                  |            |                     |                         |                         |           |
| Паровой котёл                        | ТП-80            | Таганрогский котельный завод «Красный котельщик» | 3          | 1960—1962 г.        | Топливо                 | уголь, газ              | [ 4 ]     |
| Паровой котёл                        | ТП-80            | Таганрогский котельный завод «Красный котельщик» | 3          | 1960—1962 г.        | Производительность      | 420 т/ч                 | [ 4 ]     |
| Паровой котёл                        | ТП-80            | Таганрогский котельный завод «Красный котельщик» | 3          | 1960—1962 г.        | Параметры пара          | 140 кгс/см2, 560 °С     | [ 4 ]     |
| Паровой котёл                        | ТП-87            | Таганрогский котельный завод «Красный котельщик» | 5          | 1963—1967 г.        | Топливо                 | уголь, газ              | [ 4 ]     |
| Паровой котёл                        | ТП-87            | Таганрогский котельный завод «Красный котельщик» | 5          | 1963—1967 г.        | Производительность      | 420 т/ч                 | [ 4 ]     |
| Паровой котёл                        | ТП-87            | Таганрогский котельный завод «Красный котельщик» | 5          | 1963—1967 г.        | Параметры пара          | 140 кгс/см2, 560 °С     | [ 4 ]     |
| Паровой котёл                        | ТПП-210А         | Таганрогский котельный завод «Красный котельщик» | 2          | 1972 г. 1973 г.     | Топливо                 | уголь, газ              | [ 4 ]     |
| Паровой котёл                        | ТПП-210А         | Таганрогский котельный завод «Красный котельщик» | 2          | 1972 г. 1973 г.     | Производительность      | 950 т/ч                 | [ 4 ]     |
| Паровой котёл                        | ТПП-210А         | Таганрогский котельный завод «Красный котельщик» | 2          | 1972 г. 1973 г.     | Параметры пара          | 255 кгс/см2, 550 °С     | [ 4 ]     |
| Паровая турбина                      | ПТ-70-130/13     | Ленинградский металлический завод                | 1          | 1985 г.             | Установленная мощность  | 70 МВт                  | [ 4 ]     |
| Паровая турбина                      | ПТ-70-130/13     | Ленинградский металлический завод                | 1          | 1985 г.             | Тепловая нагрузка       | 131 Гкал/ч              | [ 4 ]     |
| Паровая турбина                      | ПТ-60-130/13     | Ленинградский металлический завод                | 1          | 1986 г.             | Установленная мощность  | 60 МВт                  | [ 4 ]     |
| Паровая турбина                      | ПТ-60-130/13     | Ленинградский металлический завод                | 1          | 1986 г.             | Тепловая нагрузка       | 139 Гкал/ч              | [ 4 ]     |
| Паровая турбина                      | ПТ-65(75)-130/13 | Ленинградский металлический завод                | 4          | 1987—1990 г.        | Установленная мощность  | 60 МВт                  | [ 4 ]     |
| Паровая турбина                      | ПТ-65(75)-130/13 | Ленинградский металлический завод                | 4          | 1987—1990 г.        | Тепловая нагрузка       | 139 Гкал/ч              | [ 4 ]     |
| Паровая турбина                      | Т-110/120-130-5  | Уральский турбинный завод                        | 2          | 2001 г. 2003 г.     | Установленная мощность  | 110 МВт                 | [ 4 ]     |
| Паровая турбина                      | Т-110/120-130-5  | Уральский турбинный завод                        | 2          | 2001 г. 2003 г.     | Тепловая нагрузка       | 175 Гкал/ч              | [ 4 ]     |
| Паровая турбина                      | Т-250/300-240-2  | Уральский турбинный завод                        | 1          | 1973 г.             | Установленная мощность  | 250 МВт                 | [ 4 ]     |
| Паровая турбина                      | Т-250/300-240-2  | Уральский турбинный завод                        | 1          | 1973 г.             | Тепловая нагрузка       | 330 Гкал/ч              | [ 4 ]     |
| Паровая турбина                      | Т-295/335-23,5   | Уральский турбинный завод                        | 1          | 2022 г.             | Установленная мощность  | 335 МВт                 |           |
| Водогрейное оборудование             |                  |                                                  |            |                     |                         |                         |           |
| Водогрейный котел                    | ПТВМ-180         | Барнаульский котельный завод                     | 8          | 1969—1977 г.        | Топливо                 | газ, мазут              | [ 4 ]     |
| Водогрейный котел                    | ПТВМ-180         | Барнаульский котельный завод                     | 8          | 1969—1977 г.        | Тепловая мощность       | 180 Гкал/ч              | [ 4 ]     |